# Правило вывода
Правило вывода  — эффективная процедура для проверки того, что одна заданная формула в рассматриваемой теории непосредственно за один шаг выводится из других заданных формул.
В непротиворечивой теории теоремы получаются путём цепочки применения правил вывода этой теории. При этом если формула {\displaystyle {\cal {B}}} выводится за некоторое количество шагов из формул {\displaystyle {\cal {A_{1}}},} {\displaystyle \dots ,} {\displaystyle {\cal {A_{n}}}}, то для выражения этого факта применяется обозначение {\displaystyle {\cal {A_{1}}},\dots ,{\cal {A_{n}}}\vdash {\cal {B}}}. Если в таком случае рассматриваемая теория непротиворечива, а каждое из утверждений {\displaystyle {\cal {A_{1}}},} {\displaystyle \dots ,} {\displaystyle {\cal {A_{n}}}} является либо аксиомой, либо теоремой, то {\displaystyle {\cal {B}}} также является теоремой.
В исчислении предикатов в гильбертовском варианте правилами вывода являются модус поненс и правило обобщения. По теореме Гёделя о полноте формула является выводимой в исчислении предикатов первого порядка тогда и только тогда, когда она общезначима, то есть истинна в любой интерпретации этого исчисления предикатов.
В исчислениях генценовского типа (исчислениях секвенций, системах натурального вывода) правила вывода играют основную роль — в них используется небольшое количество аксиом и развитые системы правил вывода. В теории доказательств применяются именно такие исчисления, поскольку благодаря подбору симметричных систем правил вывода возможно получить конструктивные результаты о непротиворечивости систем.